# Sid Meier
Sidney K. "Sid" Meier es un programador y diseñador de videojuegos canadiense, considerado como uno de los grandes genios de la industria por sus aportes en clásicos como Piratesǃ y Civilization.

## Biografía
Nació en Sarnia (Ontario, Canadá) el 24 de febrero de 1954 y ya desde pequeño su pasión era la construcción de maquetas de todo tipo: submarinos, aviones y trenes de todo tipo estaban en su cabeza hasta que en plena adolescencia descubrió los juegos de mesa, la pasión de su vida. Se decidió por estudiar informática, en una época todavía temprana para la industria en la que todo se reducía a favorecer procesos productivos. Pero también aparecían los primeros videojuegos y pensaba que sería interesante trasladar los juegos de mesa al ordenador.
Con veintiocho años, Meier apostó por la industria de los juegos de ordenador. Hasta el punto de convencer a Bill Stealey, un comandante de la US Air Force, de que se podrían simular vuelos de avión en el PC. Sid Meier fundó MicroProse junto con Bill Stealey en 1982 luego de que ambos renunciaran a sus respectivos empleos al lograr más de 200.000 dólares de ganancias con las ventas de Hellcat Ace. La nueva empresa editaría simuladores de vuelo para Commodore 64, Apple II y máquinas Atari. Años más tarde evolucionarían al PC, Amiga y Atari ST.
La programación de simuladores de todo tipo hizo que Sid Meier se hiciera un nombre y esto facilitó mucho tomar la decisión de que Microprose se dedicara a otros géneros. El primer juego de su carrera que tuvo cierta repercusión aparecía en las tiendas durante 1987 y fue Pirates! Desde entonces, la mayor parte de los títulos que firma el autor son sinónimo de calidad. Railroad Tycoon fue el primer juego de gestión que llevó el apellido Tycoon, algo bastante corriente en muchos juegos de gestión económica para ordenador.
Fue en MicroProse donde Meier desarrolló la serie de juegos por la que es más ampliamente conocido, Civilization (1991). La saga Civilization es considerada por la crítica especializada como el máximo exponente en lo que respecta a juegos de estrategia por turnos (turn-based strategy games, en inglés). 
Pero no todo sería un camino de rosas, porque en la década de los noventa los simuladores de vuelo dejaron de ser un género masivo. A ello hay que añadirle que Microsoft tenía en su catálogo Flight Simulator, título con el que no podrían competir. 
En 1993 Microprose fue comprada por Spectrum Holobyte y tras terminar los últimos proyectos pendientes, Meier dejó MicroProse y en 1996 fundó Firaxis Games junto con el veterano de la industria Jeff Briggs. Microprose acabaría cerrando sus puertas en 2003.
Firaxis supuso para Meier el cambio de la programación a un puesto de creativo, dando sus ideas a diferentes grupos de programación. En 1999 lo santificaron y entró en el «Hall of Fame» de la Academia de las Ciencias y Artes Interactivas por su trabajo en el desarrollo de la industria de los videojuegos. Fue el segundo programador en recibir tal honor tras Shigeru Miyamoto, de Nintendo.
Casado con hijos, Meier vive actualmente en Hunt Valley, Maryland.

Un juego es una sucesión de decisiones interesantes.
Sid Meier

## Juegos
Meier ha desarrollado juegos durante tres décadas. Algunos de los títulos más notables se muestran a continuación en orden cronológico, estos videojuegos fueron desarrollados, codesarrollados y/o producidos por Sid Meier:
| Videojuego                                | Publicación | Notas |
| ----------------------------------------- | ----------- | --- |
| Formula 1 Racing                          | 1982        | Primer juego comercial de Sid Meier, publicado por Acorn Software Products Inc. |
| Hellcat Ace                               | 1982        | Primer proyecto para MicroProse, de acuerdo a Bill Stealey |
| Chopper Rescue                            | 1982        | Sid Meier dijo en 2007 que éste fue su primer proyecto para MicroProse. |
| Spitfire Ace                              | 1982        | Su primer videojuego, para Commodore 64. |
| Floyd of the Jungle                       | 1982        | |
| NATO Commander                            | 1983        | |
| Wingman                                   | 1983        | Por MicroProse. |
| Solo Flight                               | 1984        | |
| Kennedy Approach                          | 1985        | Fue el primer videojuego en utilizar el sintetizador de voz del Amiga. |
| F-15 Strike Eagle                         | 1985        | Uno de los primeros simuladores de combate aéreo de la historia de los videojuegos. |
| Silent Service                            | 1985        | Un juego de simulación de submarinos de la Segunda Guerra Mundial, primer juego de Sid fuera de los simuladores aéreos.                                                                                      |
| Crusade in Europe                         | 1985        | |
| Decision in the Desert                    | 1985        | |
| Conflict in Vietnam                       | 1986        | |
| Gunship                                   | 1986        | |
| Pirates!                                  | 1987        | Primer juego en el que podíamos llevar la vida de un pirata del Caribe. |
| Red Storm Rising                          | 1988        | Un simulador de Submarinos Nucleares basado en la historia Red Storm Rising de Tom Clancy. |
| F-19 Stealth Fighter                      | 1988        | |
| F-15 Strike Eagle II                      | 1989        | |
| Sword of the Samurai                      | 1989        | |
| Covert Action                             | 1990        | |
| Sid Meier's Railroad Tycoon               | 1990        | Un juego de simulación de negocios sobre los primeros años del desarrollo de tendidos ferroviarios en Estados Unidos y Europa.                                                                               |
| Sid Meier's Civilization                  | 1991        | Juego de estrategia por turnos. Ésta es la franquicia más exitosa de Meier hasta la fecha con más de 31 millones de copias vendidas hasta el 2015.                                                           |
| Pirates! Gold                             | 1993        | |
| Sid Meier's Colonization                  | 1994        | Un juego de estrategia por turnos basado en las primeras colonizaciones Europeas del "Nuevo Mundo". |
| Sid Meier's Civilization II               | 1996        | Continuación del exitoso Civilization. |
| Magic: The Gathering                      | 1997        | Último juego de Sid Meier para MicroProse. |
| Sid Meier's Gettysburg!                   | 1997        | Primer juego táctico en tiempo real de Sid Meier. |
| Sid Meier's Antietam!                     | 1998        | |
| Sid Meier's Alpha Centauri                | 1999        | |
| Sid Meier's Civilization III              | 2001        | |
| Sid Meier's SimGolf                       | 2002        | Un simulador de creación de circuitos de golf en el que el jugador luego puede jugar sus propios circuitos contra la computadora, cocreado con Maxis. (Sin relación con el título de 1996 de Maxis SimGolf.) |
| Sid Meier's Pirates!                      | 2004        | Adaptación del juego de 1987, al que se le añadieron escenas de acción. |
| Sid Meier's Civilization IV               | 2005        | Diseñado por Soren Johnson. Una versión en motor 3D de los mapas con vista isométrica de los Civilization II y III.                                                                                          |
| Sid Meier's Railroads!                    | 2006        | Sid Meier volvía a la serie que comenzó tras haber perdido los derechos sobre la misma. |
| Sid Meier's Civilization Revolution       | 2008        | Una versión para séptima generación de consolas de videojuegos de Civilization. |
| Sid Meier's Pirates! Mobile               | 2008        | |
| Sid Meier's Railroad Tycoon Mobile        |             | Desarrollado por Blue Heat y publicado por Oasys Mobile. |
| Sid Meier's Civilization IV: Colonization | 2008        | Una adaptación del Colonization de 1994, que funcionaba por separado utilizando el motor del Civilization IV.                                                                                                |
| Sid Meier's Civilization V                | 2010        | |
| Sid Meier's CivWorld                      | 2011        | Juego multijugador masivo en línea publicado en Facebook. Cerró sus servidores el 29 de mayo de 2013. |
| Sid Meier's Ace Patrol                    | 2013        | Un juego de estrategia aérea sobre la Primera Guerra Mundial publicado por 2K Games. |
| Sid Meier's Ace Patrol: Pacific Skies     | 2013        | Un juego de estrategia aérea sobre la Segunda Guerra Mundial publicado por 2K Games. |
| Sid Meier's Civilization Revolution 2     | 2014        | Una secuela exclusiva para móviles de Sid Meier's Civilization Revolution. |
| Sid Meier's Civilization: Beyond Earth    | 2014        | Un sucesor espiritual de Sid Meier's Alpha Centauri, programado sobre el motor del Civilization V. |
| Sid Meier's Starships                     | 2015        | Continuación de Sid Meier's Civilization: Beyond Earth. |
| Sid Meier's Civilization VI               | 2016        | Última iteración de la franquicia Civilization. |
| Sid Meier's Civilization VII              | 2025        | Anunciado en la última Summer Game Fest |